# Panteras de Miranda
O Panteras de Miranda é uma agremiação profissional de basquetebol situada na cidade de Caracas, Venezuela que disputa atualmente a LPB.